# Russula atroglauca
Russula atroglauca är en svampart som tillhör divisionen basidiesvampar, och som beskrevs av Einhell. Russula atroglauca ingår i släktet kremlor, och familjen kremlor och riskor. Arten är reproducerande i Sverige.

## Bildgalleri